# 1908年世界举重锦标赛
1908年世界舉重錦標賽於1908年12月8日至9日，在奥匈帝国维也纳举行，共有来自两个国家的23名运动员参赛。 本次比赛来自奥匈帝国的运动员获得了所有奖牌。

## 获奖选手
| 项目             | 金牌                         | 银牌                             | 铜牌                              |
| 次重量级 80公斤  | Johann Eibel · 奥地利（AUT） | Anton Nejedlik · 奥地利（AUT）   | Johann Staudinger · 奥地利（AUT） |
| 最重量级 +80公斤 | Josef Grafl · 奥地利（AUT）  | Berthold Tandler · 奥地利（AUT） | Edmund Danzer · 奥地利（AUT）     |

## 奖牌榜
| 排名 | 国家／地区 | 金牌 | 银牌 | 铜牌 | 總數 |
| ---- | ---------- | ---- | ---- | ---- | ---- |
| 1    | 奥地利     | 2    | 2    | 2    | 6    |
| 总计 | 总计       | 2    | 2    | 2    | 6    |